# Hopfner HS.9
Die Hopfner HS.9 war ein österreichisches zweisitziges Schul- und Reiseflugzeug der frühen 1930er-Jahre.

## Geschichte und Konstruktion
Die HS.9 ist eine Weiterentwicklung der Hopfner HS 5/28 und HS 8/29. Das Flugzeug war ein stoffbespannter, abgestrebter Hochdecker mit starrem Spornradfahrwerk und bot Platz für zwei Personen in einem offenen Tandemcockpit. Der Erstflug fand 1932, angetrieben von einem de Havilland Gipsy I, statt. Die Serienversion wurde von einem Sternmotor Siemens Sh 14 angetrieben. Eine von einem nicht näher bekannten Siemens-Motor angetriebene Variante startete unter der Bezeichnung HS.9/35 erstmals 1935. Das Unternehmen wurde in Folge von der Hirtenberger AG übernommen und die Produktion unter der Bezeichnung Hirtenberg HS.9 fortgesetzt.

## Varianten
- HS.9/32 – Serienversion mit de Havilland Gipsy I
- HS.9/35 – Serienversion mit Siemens Sh 14
- HS.16 – Bezeichnung der militärisch genutzten Flugzeuge

## Militärische Nutzer
ÖsterreichÖsterreichische Luftwaffe

## Technische Daten
| Kenngröße             | Daten (HS.9/35)                                |
| --------------------- | ---------------------------------------------- |
| Besatzung             | 1                                              |
| Passagiere            | 1                                              |
| Länge                 | 8,02 m                                         |
| Spannweite            | 10,96 m                                        |
| Höhe                  | 2,39 m                                         |
| Flügelfläche          | 18 m²                                          |
| Flügelstreckung       | 6,7                                            |
| Leermasse             | 570 kg                                         |
| max. Startmasse       | 860 kg                                         |
| Reisegeschwindigkeit  | 170 km                                         |
| Höchstgeschwindigkeit | 190 km/h                                       |
| Dienstgipfelhöhe      | 4400 m                                         |
| Reichweite            | 400 km                                         |
| Triebwerke            | 1 Siemens-Sh-14-Sternmotor mit 150 PS (110 kW) |